# Издательство иностранной литературы
«Изда́тельство иностра́нной литерату́ры» — советское государственное издательство. Основано в 1946 году. В 1963 году разделено на издательства «Прогресс» и «Мир». Специализировалось на выпуске переводной литературы.

## История
4 мая 1946 года И. В. Сталин подписал постановление ЦК ВКП(б) о создании Государственного издательства иностранной литературы при Совете Министров СССР. Задача издательства состояла в том, чтобы переводить на русский язык книги, отражающие современное состояние мировой науки. Валютные ассигнования на закупку иностранной литературы, которые прежде выделялись библиотекам, перешли в ведение издательства. Тогда, в результате договорённости директора издательства Б. Л. Сучкова и директора государственной библиотеки иностранной литературы М. И. Рудомино, библиотека вошла в состав издательства, что позволило ей сохранить финансирование, а издательство получило в своё распоряжение обширные фонды библиотеки. Тем не менее, в первое время основным источником иностранной литературы для издательства были трофейные книги из стран «оси» (Германия, Венгрия, Болгария, Румыния).
10 августа 1963 года в соответствии с постановлением ЦК КПСС и Совета министров СССР «Издательство иностранной литературы» и «Издательство литературы на иностранных языках» были реорганизовано: гуманитарные редакции обоих издательств, а также специальная редакция «Издательства иностранной литературы» перешли в подчинение издательству «Прогресс», а технические и естественно-научные редакции обоих издательств — в подчинение издательству «Мир».

## Специальная редакция
В 1949 году была создана группа специальных изданий, задача которой состояла в том, чтобы в короткий срок переводить на русский язык и издавать малыми тиражами (100—200 экземпляров) иностранную литературу, содержащую критический анализ советской действительности. Группа, а также созданная при ней типография, работала в условиях секретности. Книги, издаваемые группой, распространялись по специальному списку, утверждённому ЦК ВКП(б), о чём свидетельствовала надпись, имевшаяся на каждом экземпляре книги («Распространяется по специальному списку»). Все экземпляры были пронумерованы. В 1951 году группа получила статус специальной редакции. Её курировал начальник Управления пропаганды и агитации ЦК ВКП(б) М. А. Суслов.
Среди книг, выпущенных специальной редакцией, были, например, «По ком звонит колокол» Э. Хемингуэя, «Мемуары надежд» Ш. де Голля, «1984» Дж. Оруэлла, «Как вырабатывать уверенность в себе и влиять на людей, выступая публично» Д. Карнеги.

## Руководители
- 1946—1947 — директор Борис Леонтьевич Сучков
  - 1946—19?? — заместитель директора, исполняющий обязанности главного редактора (1946—1949) Семён Александрович Ляндрес
- 1947—1950 — директор А. В. Морозов
  - 1948—1951 — главный редактор Владимир Сергеевич Правдин
  - 1949—1951 — заведующий специальной редакцией Георгий Аркадьевич Арбатов
  - 1946—1953 — заведующий редакцией экономической и политической географии Николай Николаевич Баранский
  - 1947—1950 — заведующий редакцией физики Михаил Александрович Леонтович
  - 19??—19?? — заведующий редакцией химии Николай Сергеевич Намёткин
  - 19??—19?? — заведующий редакцией международных отношений и дипломатии Лев Николаевич Иванов
  - 19??—19?? — заведующий редакцией математики и механики Андрей Николаевич Колмогоров
  - 19??—19?? — заведующий редакцией художественной литературы Дмитрий Михайлович Урнов
  - 1948—1953 — начальник управления научной информацией Борис Мануилович Афанасьев
- 1950—1963 — директор Павел Андреевич Чувиков
  - 1951—197? (после 1964 года — в издательстве «Прогресс») — заведующая специальной редакцией Мария Игнатьевна Хасхачих
    - 1956—1966 (после 1964 года — в издательстве «Прогресс») — заместитель заведующей специальной редакцией Лев Борисович Москвин

  - 19??—19?? — заведующий редакцией международных отношений и дипломатии Семён Кузьмич Бушуев